# Фрідрік Тор Фрідрікссон
Заголовок цієї статті — це ісландське ім'я, де Фрідрік Тор — особове ім'я, а Фрідрікссон — ім'я по батькові. 
Фрі́дрік Тор Фрі́дрікссон (ісл. Friðrik Þór Friðriksson; *12 травня 1954, Рейк'явік) — ісландський кінорежисер, сценарист та актор.
Розпочав свою кар'єру зі створення експериментальних та документальних фільмів на початку 1980-их. Він заснував The Icelandic Film Corporation 1990 року й відтоді корпорація стала найважливішою в Ісландії. Компанія видає його фільми, а також співпрацює з іншими режисерами та продюсерами. Було створено міжнародну мережу з іншими компаніями для спільного виробництва, включно з Zentropa Productions Ларса фон Трієра та American Zoetrope Френсіса Форда Копполли. Їхній кінофільм «Діти природи» (1991) було номіновано на Оскар як найкращий неангломовний фільм. Фрідрік також знімався у комедійному фільмі «Головний бос» (2006).
Він виріс в Ісландії в 1960-их, тож був під значним впливом американських фільмів. Знайомство з працями Акіри Куросави зіграло вирішальну роль в його рішенні стати кінорежисером. Він співпрацює з відомими ісландськими письменниками та сценаристами. Його праці з Графном Ґуннлауґссоном — «Діти природи» (1991), «Милі янголи» (1990) та «Дні кіно» (1992). Його співпраця з Ейнаром Карасоном включає «Білі кити» (1987), «Острів диявола» (1996) та «Соколи» (2002).
Фрідрік є шанувальником футболу і вболіває за футбольний клуб «Фрам» із Рейк'явіка.

## Фільмографія
- Nomina Sunt Odiosa (1975, короткометражний)
- Brennu Njáls saga (1980, короткометражний)
- Eldsmiðurinn (1981, документальний)
- Rokk í Reykjavík (1982, документальний)
- Kúrekar norðursins (1984, документальний)
- Hringurinn (1985)
- Skytturnar (1987)
- Börn náttúrunnar (1991)
- Bíódagar (1994)
- Á köldum klaka (1995)
- Djöflaeyjan (1996)
- Englar alheimsins (2000; за романом Ейнара Мара Ґудмундссона)
- Fálkar (2001)
- Niceland (2004)